# Oskar Leiner Verlag

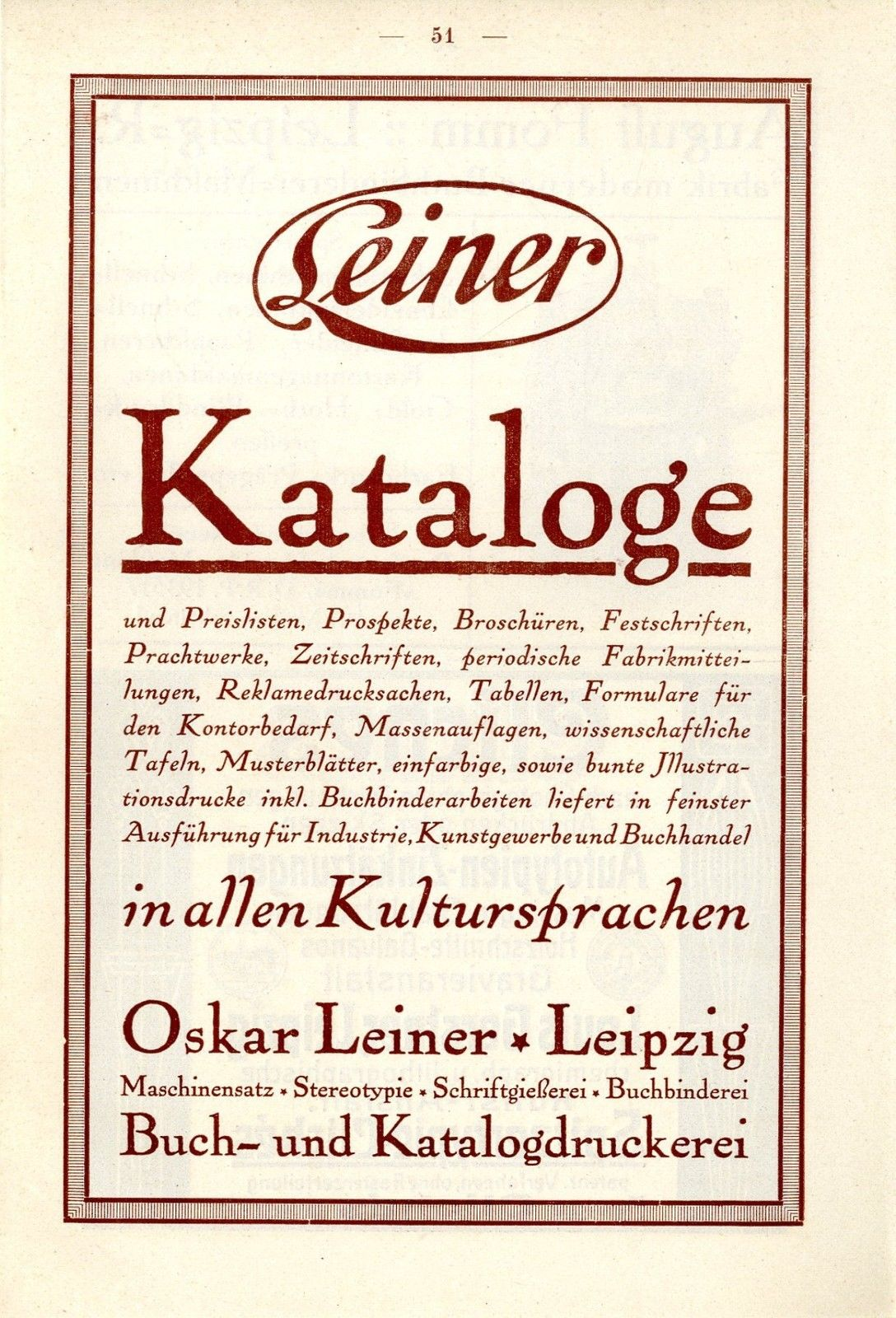
Werbung Oskar Leiner Verlag

Im Oskar Leiner Verlag wurden neben Publikationen des Reclam-Verlages, Prospekte, illustrierte Kataloge, Broschüren, Preislisten, fremdsprachliche Drucksachen sowie Zeitungsbeilagen gedruckt. Er wurde am 15. Juli 1842 von Oskar Ludwig Raimund Wilhelm Leiner (1814–1873) in Leipzig gegründet. Im Jahr 1946 kaufte der B. G. Teubner Verlag die nicht zerstörte Druckerei Oskar Leiner in der Leipziger Goldschmidtstraße 28 (ehem. Königsstraße 26b).

## Geschichte
Gegründet wurde die Firma von Oskar Leiner, geboren am 1. Juli 1814 als Sohn des Königl. Hauptzollamts-Assistenten Johann Friedrich Wilhelm Leiner zu Fordon bei Bromberg. Nach Besuch des Gymnasiums in Elbing trat er als Lehrling in die hiesige Neumann-Hartmannsche Buchdruckerei ein. Nach seiner Lehrzeit arbeitete er als Setzer und Schriftsetzermeister in den Buchdruckereien von A. W. Hahn und E. Ratorff in Berlin und Friedrich Ries in Leipzig. Zu Anfang des Jahres 1842 machte er sich selbständig. Als Zugezogener der Stadt Leipzig blieb ihm zur damaligen Zeit die Erlangung einer Konzession versagt. So musste er sie auf den Namen eines befreundeten Leipziger Kollegen Ernst Stange erwerben, der ihn gleichzeitig geschäftlich unterstützte. Erst nach einigen Jahren nach Erlangen der sächsischen Staatsangehörigkeit und des Leipziger Bürgerrechts, wurde ihm erlaubt unter eigenem Namen zu firmieren.
Die Beschaffung der Maschinen und des Schriftmaterials benötigte bei den damaligen Verkehrs- und Fabrikationsverhältnissen ein halbes Jahr. Somit konnte erst am 15. Juli 1842 die Druckerei in Betrieb genommen werden, gleichzeitig bedeutete dies das Gründungsdatum des Verlages Oskar Leiner. Die Druckerei mit Stereotypie wurde im Haus seines Schwiegervaters eingerichtet. Ebenfalls baute er ihm für den Betrieb die benötigten Handpressen. Im Jahr 1847 verband Leiner mit der Druckerei und eigener Schriftgießerei auch eine Verlagsbuchhandlung und Buchbinderei. Im Jahr 1848 verlegte Leiner das Unternehmen nach Boldmars Hof und 1854 nach Lurgensteins Garten, bis er es 1888 in die Königstraße 5 überführte.
Nach mehr als dreißigjähriger Tätigkeit als Verleger starb Leiner im Alter von 59 Jahren. Das florierende Geschäft übernahmen seine beiden Söhne Georg und Oskar Leiner. Nur elf Jahre später, 1884, ereilte auch seinen Sohn Oskar ein früher Tod. Das Geschäft ging nun in den Alleinbesitz von Georg Leiner über, der Mitarbeiter Edmund Wagner erhielt Prokura.

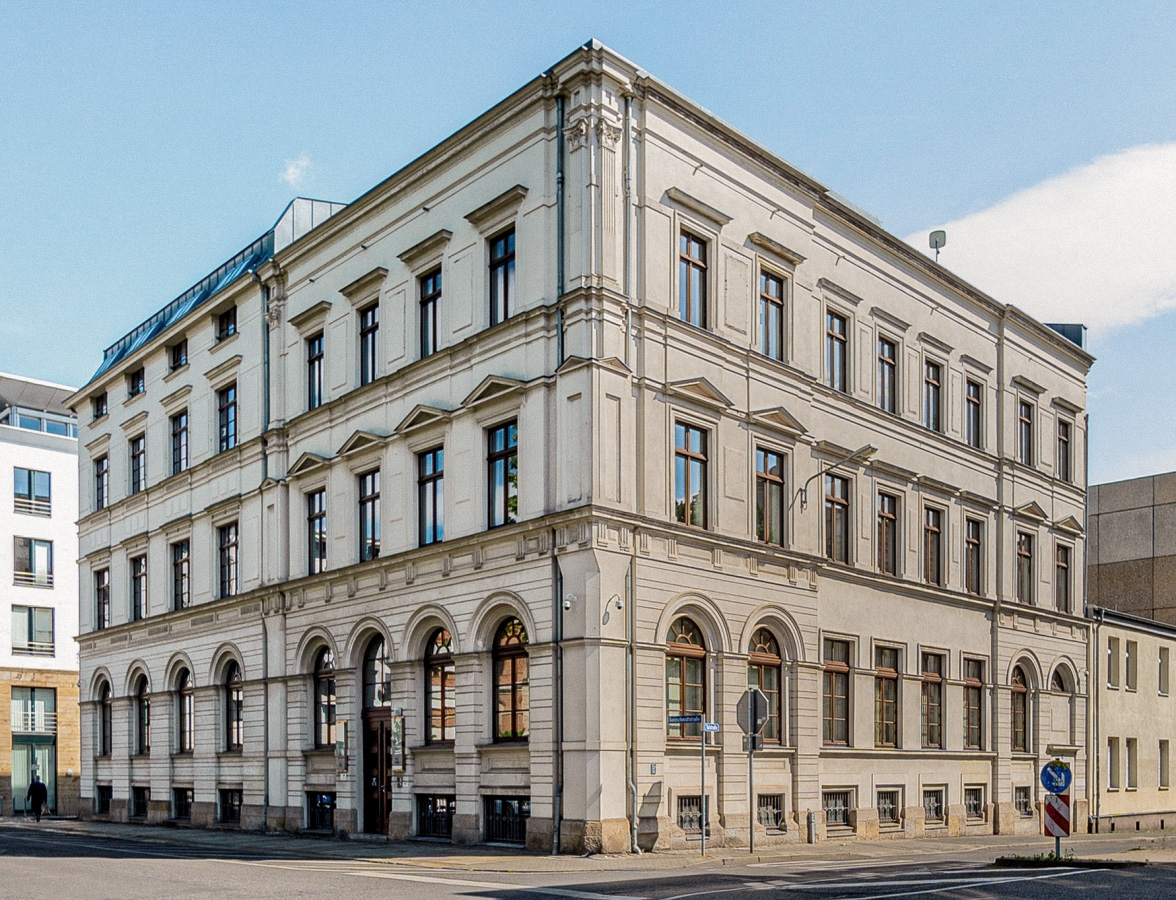
Goldschmidtstraße 28

1894 zog die Buchdruckerei und Buchbinderei Oskar Leiner von der Königsstraße 5 in die Königsstraße 26b, die heutige Goldschmidtstraße 28. Das Sortiment der Buchdruckerei Leiner war vielfältig: Es wurden neben Publikationen des Reclam-Verlages Prospekte, Festschriften, Prachtwerke, Zeitschriften, illustrierte Kataloge, Broschüren, Preislisten, fremdsprachliche Drucksachen sowie Zeitungsbeilagen gedruckt. Zur Leinerschen Druckerei gehörte auch eine Buchbinderei. Nach dem Tod von Georg Anton Oskar Leiner, er starb 1914 mit 72 Jahren, übernahm sein Sohn Oskar Karl Georg Leiner die Firma. Die Prokuren von Edmund Wagner und Oskar Walther blieben bestehen.
1946 kaufte der B. G. Teubner Verlag die nicht zerstörte Druckerei Oskar Leiner in der Leipziger Goldschmidtstraße 28. Die sowjetische Besatzungsmacht begann bald darauf mit der Demontage fast aller Maschinen.